# Castelló Masters
Das Castelló Masters war ein Golfturnier, das bis 2011 auf der European Tour gespielt wurde. Es fand zum ersten Mal im Oktober 2008 statt und nahm den Platz der vorherigen Mallorca Classic ein. Das Event wurde im Club de Campo del Mediterráneo im spanischen Castellón ausgetragen.
Die Eröffnungsveranstaltung gewann der Spanier Sergio García, der zugleich Hausherr des Turniers war, da er auf dem Kurs mit dem Golfspiel aufwuchs und da dessen Vater Club Professional ist. García schloss mit 264 Schlägen zwanzig unter Par ab und gewann mit drei Schlägen Vorsprung vor Peter Hedblom.
2010 triumphierte der 17-jährige Italiener Matteo Manassero mit vier Schlägen Vorsprung vor Ignacio Garrido und wurde damit bis dato der jüngste Spieler, der je ein Turnier auf der European Tour gewinnen konnte.

## Siegerliste
| Jahr                          | Sieger           | Ergebnis         | Ergebnis         | Ergebnis         | Ergebnis         | Ergebnis         | Vorsprung        |
| Jahr                          | Sieger           | R1               | R2               | R3               | R4               | Gesamt           | Vorsprung        |
| Castelló Masters              | Castelló Masters | Castelló Masters | Castelló Masters | Castelló Masters | Castelló Masters | Castelló Masters | Castelló Masters |
| ----------------------------- | ---------------- | ---------------- | ---------------- | ---------------- | ---------------- | ---------------- | ---------------- |
| 2011                          | Sergio García    | 67               | 63               | 64               | 63               | 257 (−27)        | 11 Schläge       |
| Castelló Masters Costa Azahar |                  |                  |                  |                  |                  |                  |                  |
| 2010                          | Matteo Manassero | 68               | 66               | 67               | 67               | 268 (−16)        | 4 Schläge        |
| 2009                          | Michael Jonzon   | 64               | 68               | 65               | 67               | 264 (−20)        | 1 Schlag         |
| 2008                          | Sergio García    | 66               | 65               | 66               | 67               | 264 (−20)        | 3 Schläge        |